# Lars Svensson (tidningsdirektör)
Lars Gösta Svensson, född 16 juli 1952 i Grevie församling i Båstads kommun, är en skånsk tidningsdirektör.
Efter några år som revisor tillträdde han en tjänst vid ekonomiavdelningen på Nordvästra Skånes Tidningar (NST) i Ängelholm. 1981 utsågs han till verkställande direktör. 1985 anställdes han på VD-posten på konkurrenten Helsingborgs Dagblad (HD) i Helsingborg. 2011 övergick han till att arbeta som styrelseordförande i HD och efterträddes av Pontus Bodelsson.